# Copocléphilie

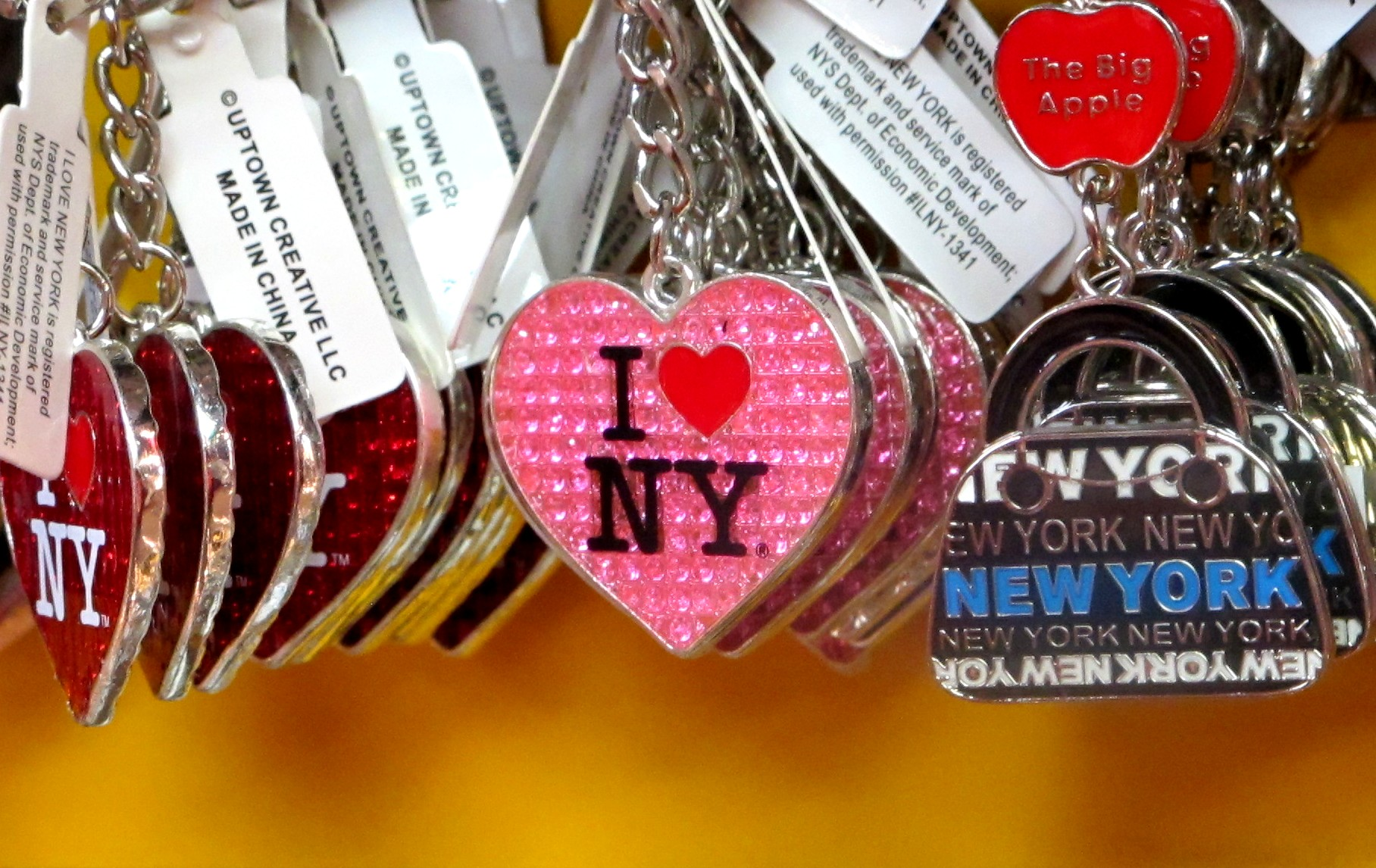
Porte-clefs souvenirs.

La copocléphilie est l'activité consistant à collectionner les porte-clefs. Ce terme a été forgé dans les années 1960, âge d'or de la production de porte-clefs publicitaires.
Le collectionneur de porte-clefs est appelé « copocléphile ». Dans les années 1960, le nombre de copocléphiles français a été jusqu'à atteindre les 2 millions.
L'origine du mot Copocléphilie vient du grec :
- Kope, signifiant "tenir" ;
- Kleis, signifiant "clé" ;
- Phile, signifiant "celui qui aime, apprécie, ou est attiré par".